# ناحیه هویما
ناحیه هویما (به لاتین: Hoima District) یک منطقهٔ مسکونی در اوگاندا است که در استان غربی، اوگاندا واقع شده‌است. ناحیه هویما ۵۴۸٬۸۰۰ نفر جمعیت دارد.